# Jurij Ščekočichin
Jurij Petrovič Ščekočichin (rusky Юрий Петрович Щекочихин, 9. června 1950, Kirovabad, dnes Gandža – 3. července 2003, Moskva) byl ruský politik a investigativní novinář, redaktor opozičního listu Novaja Gazeta. Od roku 1995 byl poslancem Státní dumy za liberální stranu Jabloko, v prosinci 1999 byl zvolen podruhé.

## Život
Věnoval se tématům korupce a organizovaného zločinu na nejvyšší úrovni, čímž si nadělal hodně nepřátel. Byl velkým kritikem čečenských válek. Spolupracoval s řadou lidskoprávních organizací, např. Memorial, která usiluje o udržení památky obětí komunistického režimu a zveřejňuje informace spojené s totalitou.
Zemřel v roce 2003 za nevyjasněných okolností 16 dní poté, co byl hospitalizován s masivním otokem mozku a dalšími zdravotními problémy. Jeho smrt bývá dávána do souvislosti s jeho články o vysokých důstojnících Federální služby bezpečnosti; zemřel několik dní před plánovanou cestou do USA, kde se měl kvůli vyšetřování FSB setkat s americkou FBI.
Oficiálně byla příčinou smrti alergická reakce; žádost rodiny o lékařskou zprávu úřady zamítly. Po více než pěti letech získali jeho blízcí povolení k exhumaci, po takové době však už tkáně nebyly k přezkumu příčiny úmrtí použitelné.
Ščekočichin byl dvakrát ženatý, měl dva syny.